# Emin Khatchatourian
Pour les articles homonymes, voir Khatchatourian.
Emin Khatchatourian (en arménien : Էմին Խաչատրյան), né le 5 août 1930 et mort à Erevan (en République socialiste soviétique d'Arménie en URSS) le 5 août 2000 , est un compositeur et chef d'orchestre arménien soviétique.

## Biographie
Emin Khachaturian est le fils du chanteur Levon Khachaturian, un frère du compositeur Aram Khatchatourian. Il étudie la composition et direction d'orchestre au Conservatoire de Moscou. Il est chef d'orchestre de l'Orchestre symphonique de Moscou, de l'orchestre du Théâtre Bolchoï et chef principal de l'Orchestre symphonique d'État de l'URSS pour l'art cinématographique, de 1966 à 1979.
Jusqu'à sa mort, survenue en 2000, il a dirigé avec sa cousine, l'actrice Leily Khatchatourian, l'association Aram Khatchatourian.

## Honneurs
Le titre d'Artiste du peuple de la RSFSR lui est décerné en 1975.